# Cayetana Guillén Cuervo
Pour les articles homonymes, voir Guillén et Cuervo.
Cayetana Guillén Cuervo, née le 13 juin 1969 à Madrid est une actrice et présentatrice de télévision espagnole.

## Biographie
Elle est la fille des acteurs Fernando Guillén et Gemma Cuervo, son frère Fernando est également acteur. Elle étudia la science de l'information à l'Université Complutense de Madrid.

## Filmographie

### Cinéma
| Année | Film                                                          | Réalisateur                        |
| ----- | ------------------------------------------------------------- | ---------------------------------- |
| 2012  | Les Hommes ! De quoi parlent-ils ? (Una pistola en cada mano) | Cesc Gay                           |
| 2004  | La mirada violeta                                             | Jesus Ruiz y Nacho Pérez de la Paz |
| 2004  | Amor idiota                                                   | Ventura Pons                       |
| 2001  | Fumata Blanca                                                 | Miguel García Borda                |
| 1998  | Sí, quiero                                                    | Eneko Olasagasti y Carlos Zabala   |
| 1998  | El abuelo                                                     | José Luis Garci                    |
| 1997  | Hazlo por mí                                                  | Ángel Fernández Santos             |
| 1997  | Atómica (película)                                            | Menkes y Albacete                  |
| 1996  | La heridaluminosa                                             | José Luis Garci                    |
| 1996  | Más que amor frenesí                                          | Bardem, Menkes y Albacete          |
| 1994  | Les Histoires du Kronen                                       | Montxo Armendáriz                  |

### Télévision
| Année     | Série                     | Rôle              |
| --------- | ------------------------- | ----------------- |
| 1994      | Historias de la puta mili |                   |
| 1994-1995 | Colegio mayor             |                   |
| 1996      | Yo, una mujer             | Paula             |
| 2000      | Raquel busca su sitio     | Quela             |
| 2005      | Lobos                     | Carmen Lobo       |
| 2015      | Le Ministère du temps     | Irene Larra Girón |